# Gare de Villeherviers
Gare de Villeherviers vasútállomás Franciaországban, Villeherviers településen.

## Vasútvonalak
Az állomást az alábbi vasútvonalak érintik:
- Le Blanc–Argent-sur-Sauldre-vasútvonal

## Kapcsolódó állomások
A vasútállomáshoz az alábbi állomások vannak a legközelebb:
- Gare du Faubourg-d'Orléans
- Gare de Loreux